# Gwiazda Kandaharu
Gwiazda Kandaharu (ang. Kandahar Star lub Star for Kabul–Kandahar) – brytyjskie odznaczenie wojskowe, zaliczane do medali kampanii brytyjskich, zatwierdzone 1882.

## Zasady nadawania
Gwiazda nadawana wszystkim, którzy wzięli udział w 320 milowym marszu z Kabulu do Kandaharu między 9 a 31 sierpnia 1880 pod dowództwem generała Fredericka Robertsa na odsiecz Kandaharowi spod panowania Jakuba Chana i jego sił. Wojska pod rozkazami Robertsa składały się z jednej dywizji piechoty, kawalerii i brygady artylerii.

## Opis
Medal to brązowa pięcioramienna gwiazda o wysokości 62 mm i 48 mm szerokości.
Awers: w środku znajduje się królewski monogram VRI, dookoła którego znajduje się tekst Kabul to Kandahar 1880.
Rewers: dane nagrodzonego: nacięte duże litery dla żołnierzy brytyjskich i grawerowane duże litery dla żołnierzy miejscowych.